# Heliocopris antenor
Espèce
Heliocopris antenor est une espèce d'insectes coléoptères, un scarabée bousier que l'on trouve dans la savane au Sénégal, en Gambie et en Guinée-Bissau. Elle a été décrite par l'entomologiste français Guillaume-Antoine Olivier en 1789.

## Description

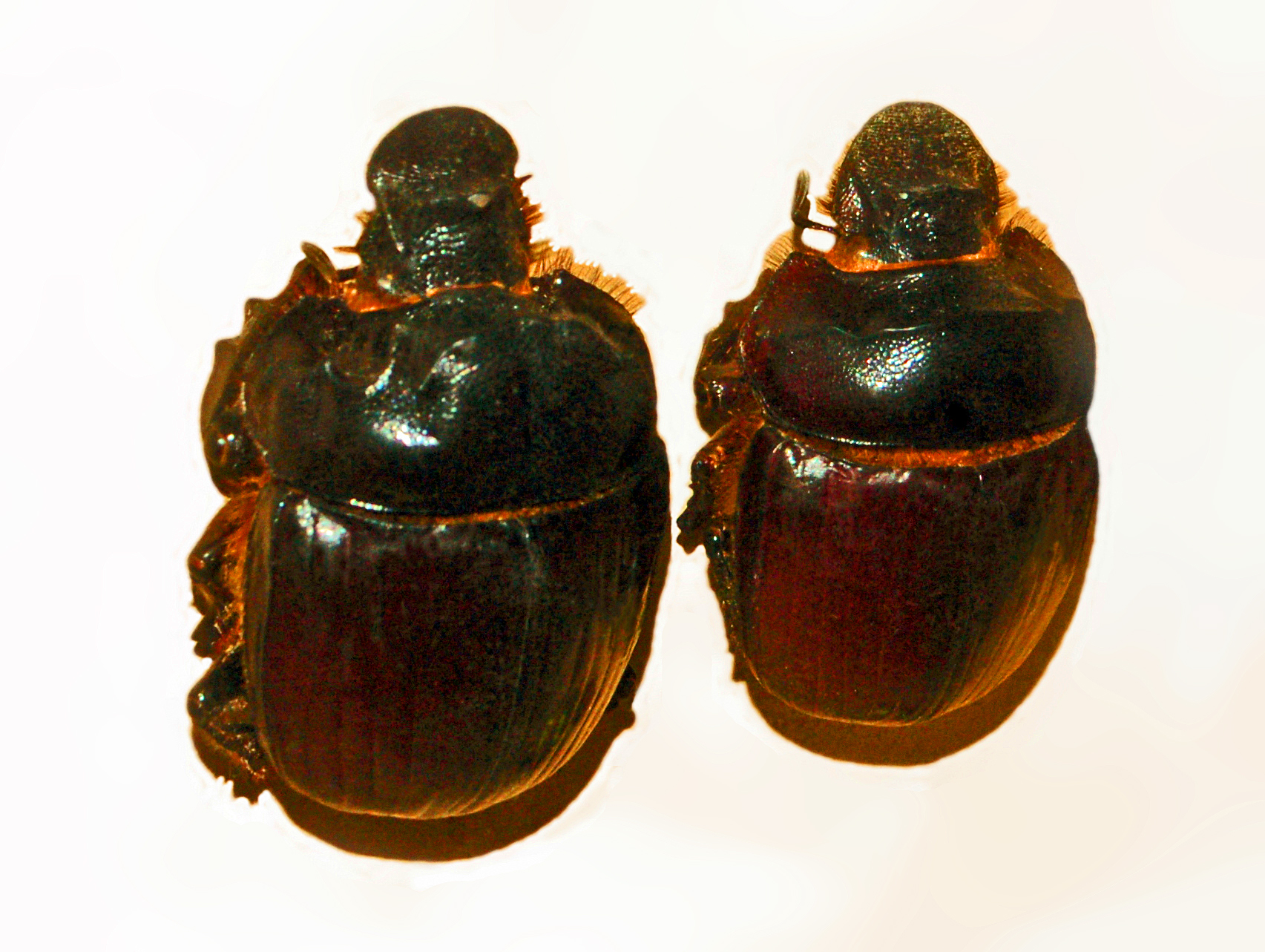
Heliocopris antenor mâle et femelle provenant de Guinée-Bissau.

Ce bousier mesure jusqu'à 5 cm de longueur. Il est de couleur brun noirâtre à noir et d'aspect brillant. Contrairement à d'autres espèces de ce genre, il ne possède pas de corne sur le pronotum. Son corps est arrondi et massif. Sa tête est prolongée d'une petite protubérance très plate en forme de pelle pour faciliter le creusement des galeries et l'excavation. Les antennes sont courtes et lamelliformes. Le mâle est plus puissant que la femelle avec un pronotum plus bombé. Les pattes antérieures sont munies de denticules pour faciliter le creusement des galeries et le roulement des pelotes fécales.

## Synonymes
- Copris antenor Olivier, 1789
- Heliocopris exclamationis Shipp, 1897